# Demonocracy
Demonocracy es el tercer álbum de estudio de la banda estadounidense de death metal Job for a Cowboy. Fue lanzado el 10 de abril de 2012. Es el primer álbum en contar con el guitarrista Tony Sannicandro y el bajista Nick Schendzielos, además de ser el segundo con el guitarrista de Despised Icon Al Glassman, y el último donde participa el baterista Jon Rice.
Demonocracy tuvo 4,900 ventas en su primera semana alcanzando el No. 87 de los Billboard 200.

## Promoción
El 21 de febrero de 2012 Job for a Cowboy lanzó el primer sencillo del álbum, la canción "Nourishment Through Bloodshed" a través del canal de Youtube de  Metal Blade Records.
El 20 de marzo, Job for a Cowboy lanzó la canción "Black Discharge" y el 2 de abril, la canción "Imperium Wolves."

## Lista de canciones
| N.º | Título                          | Duración |  |
| 1.  | «Children of Deceit»            | 4:36     |  |
| 2.  | «Nourishment Through Bloodshed» | 3:42     |  |
| 3.  | «Imperium Wolves»               | 4:48     |  |
| 4.  | «Tongueless and Bound»          | 4:03     |  |
| 5.  | «Black Discharge»               | 3:55     |  |
| 6.  | «The Manipulation Stream»       | 4:40     |  |
| 7.  | «The Deity Misconception»       | 4:05     |  |
| 8.  | «Fearmonger»                    | 4:18     |  |
| 9.  | «Tarnished Gluttony»            | 6:15     |  |

| Bonus de la edición limitada, disco: Gloom EP |                               |          |  |
| N.º                                           | Título                        | Duración |  |
| 1.                                            | «Misery Reformatory»          | 3:54     |  |
| 2.                                            | «Plastic Idols»               | 4:44     |  |
| 3.                                            | «Execution Parade»            | 3:04     |  |
| 4.                                            | «Signature of Starving Power» | 3:45     |  |

## Influencias
En una entrevista con Loudwire en el año 2012, el vocalista Jonny Davy citó a Cattle Decapitation y Misery Index como las principales influencias para el sonido del álbum.

## Créditos
Job for a Cowboy
- Jonny Davy - voz
- Al Glassman - guitarra
- Tony Sannicandro - guitarra
- Nick Schendzielos - bajo
- Jon Rice - batería

Producciónn
- Jason Suecof - producción, mezclas, ingeniería
- Eyal Levi - ingeniería
- Ronn Miller - asistente de ingeniería
- Alan Douches - masterización

Arte y diseño
- Brent Elliott White - arte
- Brian Ames - diseño

### Estudios
- Audiohammer Studios - grabación
- West Westside - masterización
- You Get What You Get Studios - pre-producción

## Listas
| Lista (2012)                          | Posición alcanzada |
| ------------------------------------- | ------------------ |
| Estados Unidos (Billboard 200)        | 87                 |
| Estados Unidos (Independent Albums)   | 15                 |
| Estados Unidos (Top Hard Rock Albums) | 8                  |
| Estados Unidos (Top Rock Albums)      | 30                 |